# Poreč

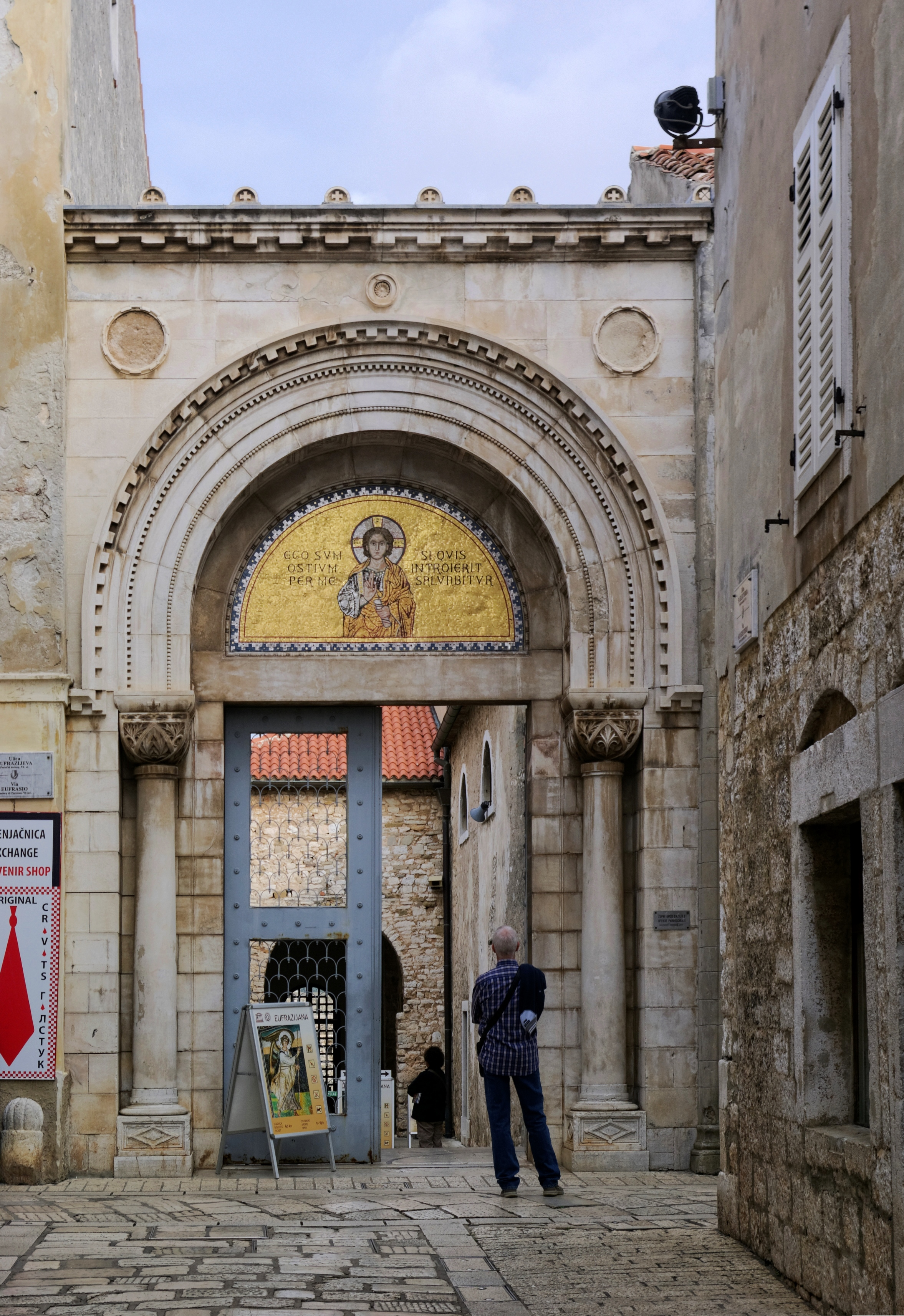
Eufrasiusbasilikan ingång år 2014.

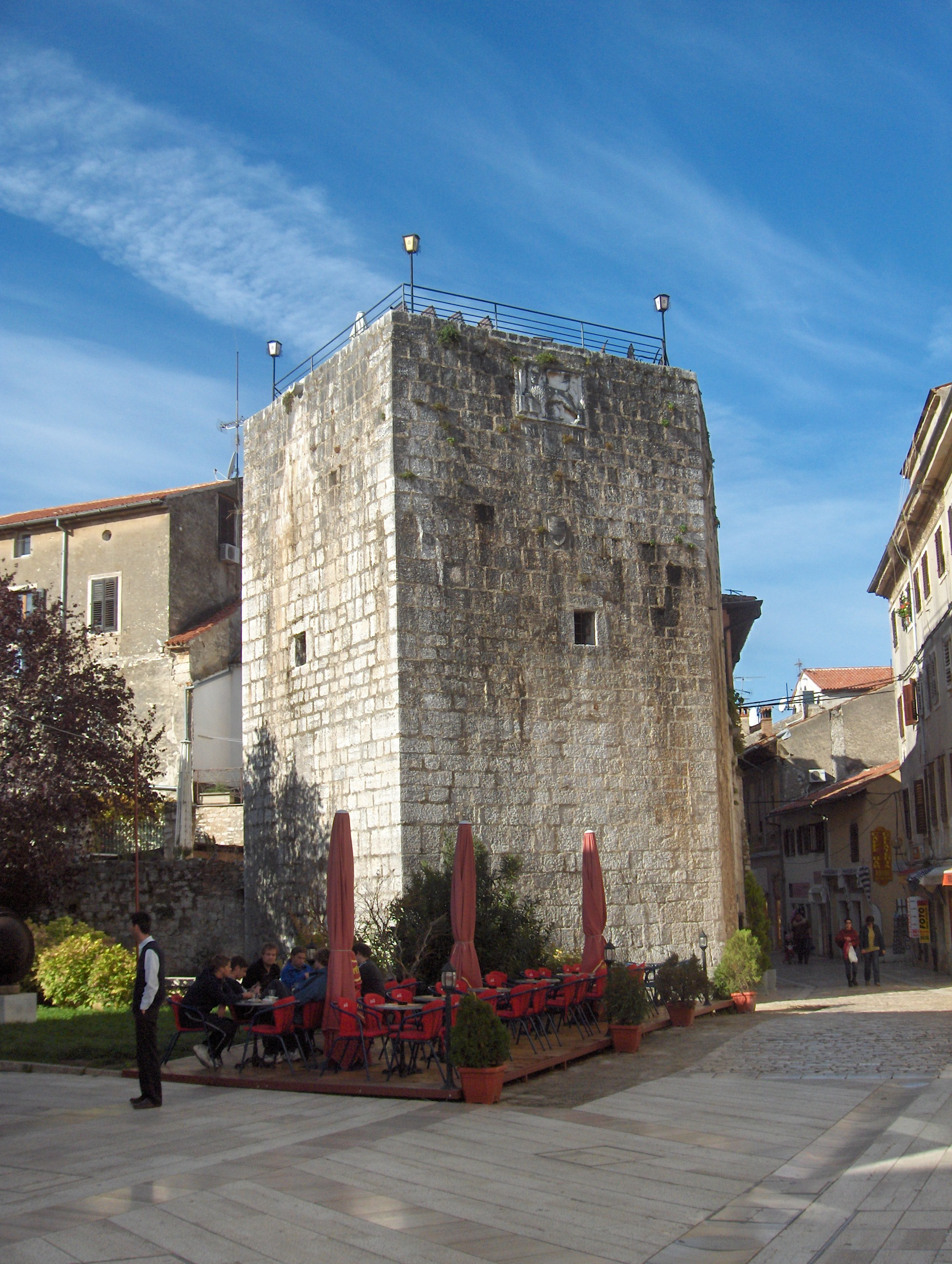
Stadstornet år 2007.

Poreč (italienska: Parenzo, latin: Parens eller Parentium, äldre tyska: Parenz) är en stad i Kroatien. Staden har 16 607
invånare (2021) och är belägen vid Adriatiska havet på halvön Istriens västra kust. Turismen utgör en viktig näringsgren i Poreč och i staden ligger den sedan år 1997 på Unescos världsarvslista upptagna Eufrasiusbasilikan.

## Historia

### Förhistoria och antiken
Området där Poreč ligger har varit befolkat sedan förhistorisk tid. Staden utvecklades på en utskjutande halvö (idag Gamla stan) långt innan den kom att domineras av den antika illyriska folkstammen histrierna. Med histriernas ankomst befolkades och utvecklades området utanför halvön och den naturligt skyddade hamnen skulle framdeles spela en viktig roll i bosättningens fortsatta utveckling. I bevarade grekiska dokument från 600–400-talet f.Kr. omnämns en liten fiskeby på platsen för dagens Poreč.

### Romersk kolonisering och romartiden
Området intogs gradvis av romarna århundradena innan vår tideräkning. Omkring 100-talet f.Kr. anlade romarna ett castrum (befäst läger) på halvön som utgör Porečs gamla stad. Lägret utvecklades över tiden till ett militärt fort. Den romerska stadsplaneringen med nord–sydgående gatuaxlar (cardo maximus) och öst–väst-gående gatuaxlar (decumanus maximus) med ett central placerat torg (forum) är än i våra dagar synliga i Poreč. Under den romerske kejsaren Tiberius fick Poreč samma status som en romersk stad eller kommun. Under 100-talets första hälft utnämndes Poreč till den romerska kolonin Colonia Iulia Parentium.
På 200-talet hade en kristen församling vuxit fram i staden och det var också då Porečs stift grundlades. Porečs första biskop (biskopen Maurus) blev ett offer för förföljelserna av kristna och led martyrdöden på 200-talet. På 300-talet uppfördes en katedral på platsen där biskopen led martyrdöden och 500-talet uppfördes Eufrasiusbasilikan på samma plats. Sankt Maurus av Parentium är idag ett romersk-katolskt helgon och firas i Poreč som stadens skyddshelgon.  

### Folkvandringstiden, slavisk kolonisering och växlande härskare
Romerska rikets fall år 476 skulle komma att markera en ny era. Efter rikets upplösning dominerades Poreč av olika härskare. Efter romarna var ostrogoterna bosättningens härskare och från år 529 inlemmades Poreč i Bysantinska riket. Under 500-talet utsattes Istrien av regelbundna angrepp av avarerna och i samband med folkvandringstiden slog sig slaverna gradvis ner i området. Det bysantinska styret upphörde år 751 då Poreč intogs av langobarderna. Omkring år 788 hamnade staden under frankernas inflytande. 

### Venetianskt och österrikiskt styre
År 1267 erövrade republiken Venedig Poreč och behöll sedan herraväldet fram till 1797 då staden inlemmades i kejsardömet Österrike. Det mer än 500 år långa venetianska styret var det längsta sammanhängande styret av staden som genom sin historia bytt härskare flera gånger.
Bortsett en kortvarig fransk ockupation som varade åren 1805–1815 då staden besattes av Napoleon Bonapartes styrkor varade det österrikiska (sedermera österrikisk-ungerska) styret mellan åren 1797–1918. År 1844 öppnade rederiet Österreichische Lloyd en båtförbindelse till Poreč och staden blev ett turistmål. År 1861 utsåg de österrikiska myndigheterna Poreč till den istriska provinsens huvudort och säte för den istriska lantdagen. 

### Italienskt och jugoslaviskt styre
Efter första världskrigets slut, dubbelmonarkins upplösning och skapandet av Serbernas, kroaternas och slovenernas kungarike år 1918 uppstod en territoriell dispyt om Istrien mellan Italien och det sydslaviska kungariket (från år 1929 kallat Jugoslavien). Dispyten löstes genom Rapallofördraget år 1920. Avtalet innebar bland annat att Istrien (inklusive Poreč) införlivades i Italien. Dispyten skulle dock åter komma att blossa upp efter andra världskrigets slut år 1945. I samband med Parisfreden år 1947 beslutades att Istrien (och därmed Poreč) skulle tillfalla Jugoslavien. Inom Jugoslavien införlivades merparten av det kroatiskspråkiga Istrien och Poreč med den kroatiska provinsen.  

## Geografi
Poreč ligger i Istriens län cirka 45 km nordväst om Pula. Staden är belägen på en liten cirka 400 meter lång och cirka 200 meter bred halvö vid en vik skyddad av havet och den lilla ön Sveti Nikola. Poreč har en areal på cirka 142 km2 med en 37 km lång kust som sträcker sig från floden Mirna nära Novigrad till Funtana och Vrsar i söder.

## Administrativ indelning
Till Poreč hör följande 58 samhällen och bosättningar, inklusive tätorten Poreč. Inom parentes de officiella italienska namnen.  

- Antonci (Antonzi)
- Baderna (Monpaderno)
- Banki (Banchi)
- Bašarinka (Bassarinca)
- Blagdanići (Blagdanici)
- Bonaci (Bonazzi)
- Bratovići (Bratovici)
- Brčići (Barcici)
- Buići (Buici)
- Cancini (Zanzini)
- Červar (Porto Cervara)
- Črvar (Cervara)
- Čuši (Ciussi)
- Dekovići (Devescovi)
- Dračevac (Dracevazzo)
- Filipini (Filippini)
- Fuškulin (Foscolino)
- Garbina (Garbina)
- Gulići (Gulli)
- Jakići II (Jacchi II)
- Jasenovica (Giasenovizza)
- Jehnići (Gecni)
- Jurići (Iurici)
- Kadumi (Cadumi)
- Katun (Cattuno)
- Kirmenjak (Chirmegnacco)
- Kosinožići (Cosini)
- Kukci (Cucazzi)
- Ladrovići (Ladri)
- Mali Maj (Villaggio di Maggio)
- Materada Maj (Matterada)
- Matulini (Mottolini)
- Mičetići (Micetti)
- Mihatovići (Micatti)
- Mihelići (Micheli)
- Montižana (Montisano)
- Mugeba (Monghebbo)
- Mušalež (Musalezzo)
- Nova Vas (Villa Nova)
- Poreč (Parenzo)
- Radmani (Radmani)
- Radoši kod Žbandaja (Radossi di Sbandati)
- Rakovci (Racovazzi)
- Rupeni (Rupeni)
- Ružići (Rusi)
- Starići (Stari)
- Stranići kod Nove Vasi (Stancio)
- Šeraje (Serraio)
- Špadići (Spada)
- Štifanići (Stefani)
- Šušnjići (Susgnano)
- Valkarin (Valcarina)
- Veleniki (Velenicco)
- Veli Maj (Maggio)
- Vranići kod Poreča (Vranni)
- Vrvari (Varvaro)
- Vržnaveri (Vesnaveri)
- Žbandaj (Sbandati)

## Stadsbild
Centrum utgörs av området kring den gamla romerska gatan Dekumanska som kantas av romerska och gotiska husfasader mellan Trg Marafor (Marafortorget) i väst och Trg Slobode (Frihetstorget) med kyrkan Gospe od anđela i öst. Staden har förutom de historiska byggnaderna även ett stadsmuseum "Native Museum of Porec" med en stor samling historiska föremål.
Hamnen är ett populärt turistmål under sommaren och här finns även båtförbindelser med Venedig. Cirka 8 km nordöst om Poreč ligger droppstensgrottan Jama Baredine. 

## Demografi
Poreč hade 16 696 invånare 2011. Av dessa var 8 709 personer kvinnor och 7 987 män. En absolut majoritet (74,82 %) av befolkningen är kroater.

### Etniska grupper
I tabellen nedan redovisas Porečs fem största etniska grupper enligt folkräkningen från år 2011. 1 406 personer eller 8,42 % av stadens befolkning angav regional tillhörighet i folkräkningen.
| Folkgrupp  | Antal  | Procent |
| ---------- | ------ | ------- |
| Kroater    | 12 492 | 74,82 % |
| Serber     | 566    | 3,39 %  |
| Italienare | 540    | 3,23 %  |
| Albaner    | 446    | 2,67 %  |
| Bosniaker  | 326    | 1,95 %  |

### Religiösa grupper
I tabellen nedan redovisas Porečs fyra största religiösa grupper enligt folkräkningen från år 2011. 1 356 personer eller 8,12 % av stadens befolkning uppgav att de var ateister eller icke-troende i folkräkningen.
| Religiös grupp | Antal  | Procent |
| -------------- | ------ | ------- |
| Katoliker      | 12 898 | 77,25 % |
| Muslimer       | 710    | 4,25 %  |
| Ortodoxa       | 576    | 3,45 %  |
| Protestanter   | 50     | 0,30 %  |

## Kända personligheter från Poreč
- Ivan Jakovčić